# Shamrock FC
El Shamrock FC fue un equipo de fútbol aficionado de Trinidad y Tobago que alguna vez jugó en la Liga de Puerto España, la desaparecida primera división de fútbol en el país.

## Historia
Fue fundado en el año 1897 en la capital Puerto España y su nombre y escudo se asemejaban a los del Shamrock Rovers FC de República de Irlanda. Fue uno de los 6 equipos fundadores de la Liga de Puerto España, la primera liga de fútbol organizada en Trinidad y Tobago en 1908.
Fue uno de los equipos más importantes de la liga de carácter aficionado, en la cual ganaron títulos en cada década en la que estuvieron activos, excepto en los años 1960s, periodo en el que ganaron 9 títulos de liga y 15 títulos de copa local, incluyendo la primera edición de la Copa Trinidad y Tobago en 1927.
El club desapareció al finalizar la temporada de 1967.

## Palmarés
- Liga de Puerto España: 9[4]

1910, 1911, 1922, 1923, 1924, 1925, 1944, 1958, 1959
- Copa Trinidad y Tobago: 3[5]

1927, 1936, 1959
- Copa BDV: 8[5]

1933, 1936, 1937, 1938, 1939, 1945, 1948, 1959
- Copa Sperling: 2[5]

1924, 1925
- Copa Gooden Chisholm: 2[5]

1944, 1959

## Jugadores

### Jugadores destacados
- Colin Frank Agostini[6]